# Haunted House (jeu vidéo)
Haunted House est un jeu vidéo d'action-aventure et un survival horror développé par Atari, sorti en 1981 sur Atari 2600.